# Николас, Карл
Карл Николас (англ. Carl Nickolas; 18 июля 2001) — американский тхэквондист, член сборной США. Двукратный чемпион Панамерики, серебряный призёр чемпионата мира 2023 года.

## Карьера
С 2015 года Карл Николас выступает на международных соревнованиях по тхэквондо. В 2018 году выиграл серебряную медаль в весовой категории до 68 кг на чемпионате мира среди юношей.
В 2021 году в Канкуне, на Панамериканском чемпионате, в весовой категории до 80 кг он стал чемпионом континента. В финале победил соперника из Колумбии Мигеля Трейеса.
В 2022 году на Панамериканском чемпионате по тхэквондо в Пунта-Кане стал двукратным чемпионом континента в весовой категории до 80 кг.
В 2023 году на чемпионате мира, который состоялся в Баку, в категории до 80 кг, американец стал серебряным призёром чемпионата мира. В финальной схватке он уступил спортсмену из Италии Симону Алессио.